# 新島有信
新島 有信 （にいじま ありのぶ、1985年5月16日 - ）は、日本の情報工学者。日本電信電話株式会社NTT人間情報研究所特別研究員。千葉県出身のスポーツチャンバラ競技者であり、第35回世界選手権大会のグランドチャンピオンである。
2005年東京大学入学後、同大学スポーツチャンバラサークルに加入。4年生となった2009年、第35回世界選手権大会小太刀の部で優勝、グランドチャンピオントーナメントを経て、グランドチャンピオンに輝いた。
東京大学大学院工学系研究科電気系工学専攻博士後期課程修了。博士（工学）。ACM、IEEE、情報処理学会、日本バーチャルリアリティ学会各会員

## 略歴
- 2004年3月  渋谷教育学園幕張高等学校 卒業
- 2005年4月  東京大学理科Ⅰ類 入学
- 2010年3月  東京大学工学部 卒業
- 2010年4月  東京大学大学院工学系研究科 入学
- 2012年4月  日本電信電話株式会社 NTTサービスエボリューション研究所研究員

## 段位
- 小太刀　3段
- 長剣　3段
- 二刀　初段
- 基本動作 初段